# Lijst van Midden- en Oost-Javaanse heersers

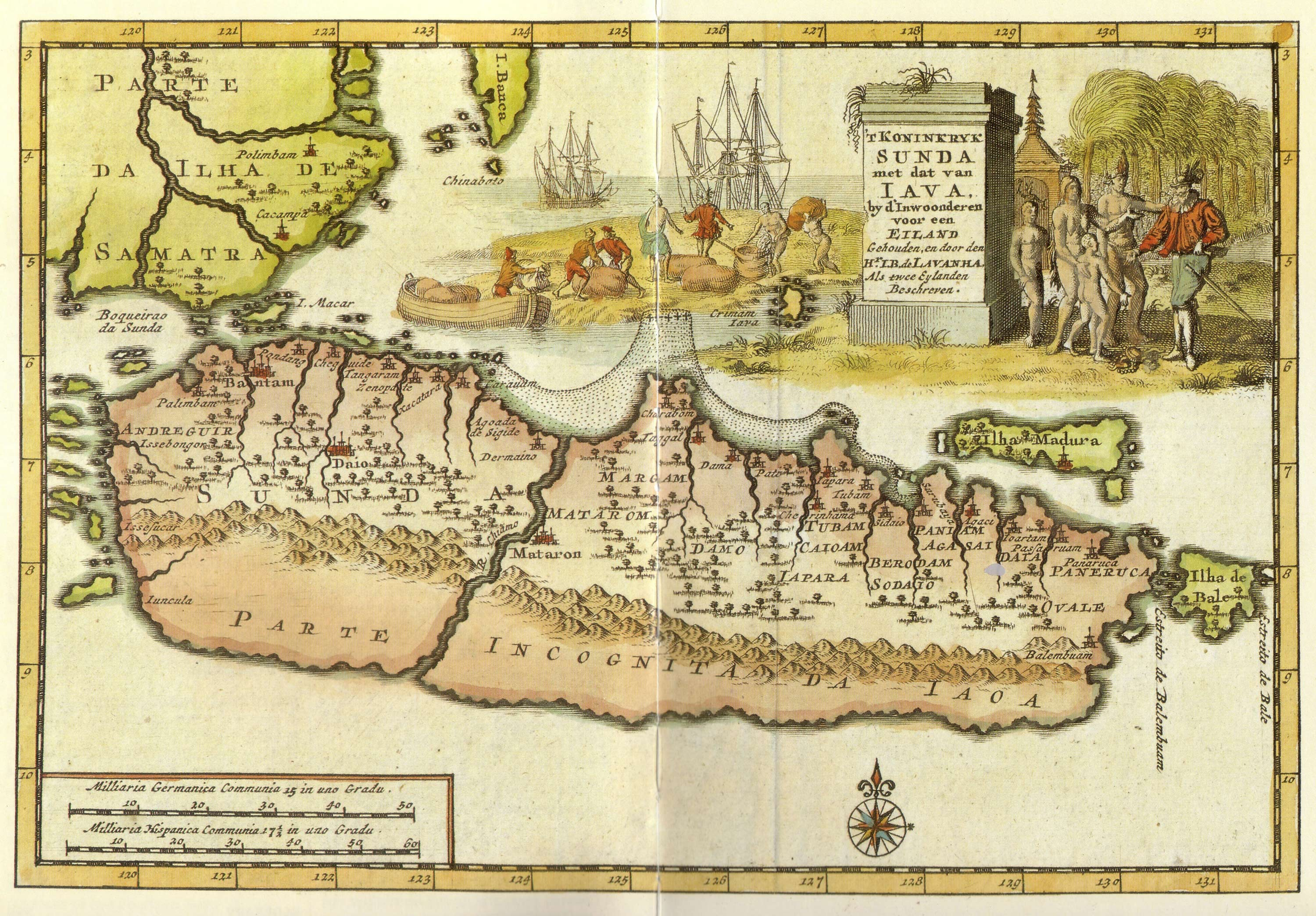
Kaart uit de 17e eeuw

Midden- en Oost-Javaanse heersers op het eiland Java en verder in de Indische archipel waren in het eerste millennium na Christus op religieus en cultureel terrein sterk vanuit India beïnvloed. Daardoor werden hindoeïsme en boeddhisme steeds meer verbreid en het oorspronkelijk aanwezige animisme grotendeels verdrongen. Er ontstonden op wat later het belangrijkste eiland van de staat Indonesië zou worden talrijke feodale staten en staatjes. Sommige vorstendommen bereikten een hoog peil van ontwikkeling; daarvan getuigt onder meer de Borobudur, een uit de negende eeuw stammend boeddhistisch heiligdom.
Hindoe-Indonesische staten hebben op Java tot in de zestiende eeuw bestaan. Twee van deze staten verwierven enige tijd een overheersende positie waarin zij grote delen van het latere Indonesië en het schiereiland Malakka in hun macht hadden, het Zuid-Sumatraanse rijk Shrivijaya in de 7e - 13e eeuw en het Oost-Javaanse rijk Majapahit in de 13e - 16e eeuw.
De vorstenhuizen en de geschiedenis van Malakka en van Java en Sumatra waren sterk met elkaar verbonden. De meeste vorstendommen leidden overigens een wisselvallig bestaan als gevolg van interne en externe conflicten; herhaaldelijk kwamen nieuwe staten op en verdwenen andere van het toneel, soms zonder veel sporen na te laten. Over sommige rijken is maar weinig bekend. Er zijn niet veel geschreven bronnen beschikbaar.

## Midden Java
- Het koninkrijk Mataram was gevestigd in het gebied van de residentie Kedu, de provincie Yogyakarta en de voormalige vorstenstaat Surakarta. De vorsten en de bevolking beleden het hindoeïsme en het boeddhisme. Dat kwam tot uitdrukking in de bouw van verschillende boeddhistische en hindoeïstische monumenten, zoals onder andere de Borobudur en het grote hindoe tempelcomplex bij Prambanan. Vanaf het laatste kwart van de achtste eeuw tot halverwege de negende eeuw heersten deze koningen, de Shailendra-vorsten genoemd, ook over grote delen van het Shrivijaya-rijk buiten Java, waren zij in feite koningen van Shrivijaya. Daarna regeerden nakomelingen van deze Javaanse vorsten die in de Sumatraanse hoofdstad woonden over Shrivijaya. Hetzij door een uitbarsting van de Merapi, hetzij door interne twisten, verplaatste het centrum van het rijk zich in de tiende eeuw naar het dal van de Brantas in Oost-Java. Dit koninkrijk staat tegenwoordig bekend als Mataram I.

## Oost-Java
- In de elfde eeuw wist de uit Bali afkomstige koning Airlangga heel Oost-Java onder zijn bestuur te verenigen en opnieuw tot bloei te brengen, maar ook zijn rijk bleef niet lang bestaan[1].
  - koning Mpu Sindok
  - koning Dharmawangsa (omstreeks 996)
  - koning Airlangga (1019-1049)
- Het koninkrijk Kediri rond Kediri, 1045 tot 1222

### Singhasari
- In de dertiende eeuw ging de macht van Kediri over op het koninkrijk Singasari (1222-1292), dat gesticht was door de rebel Ken Arok. Dit rijk, waarvan de hoofdstad ten noorden van het huidige Malang lag, verwierf de hegemonie over een groot deel van Java. Met behulp van een sterke zeemacht werden delen van Sumatra, Malakka, Borneo en de Molukken veroverd. Het koninkrijk Dingasiri ging binnen een eeuw ten onder aan een conflict met het indertijd expansionistische keizerrijk China.
  - Ken Arok 1222 - 1227
  - Anusapati 1227 - 1248
  - Panji Tohjaya 1248
  - Vishnuvardhana 1248 - 1268
  - Kertanegara 1268 - 1292

### Majapahit
- Het koninkrijk Majapahit (1294-1520), met hoofdstad Trowulan bij Surabaya
  - koning Kertarajasa, ook bekend als Raden Wijaya, stichter van het rijk
  - koning Hayam Wuruk (omstreeks 1350) met eerste minister Gajah Mada. Vrijwel geheel Indonesië was in zijn machtssfeer.
- In de twaalfde eeuw berustte de hegemonie in het eilandenrijk bij het Oost-Javaanse koninkrijk Kediri, dat zich tot een maritieme macht ontwikkelde dat ook Bali en delen van Borneo en Celebes beheerste. De bekendste koning van Kediri is Joyoboyo, die onder meer een Javaanse bewerking heeft laten maken van het Indiase heldendicht Mahabharata.

### De koningen van Majapahit
In de vrouwelijke lijn stammen deze heersers af van Ken Arok en Kartanegara. De zoon van de laatste koning van Singasari stichtte een nieuw rijk en vestigde zijn kraton in Majapahit, een dorp aan de rivier de Brantas, op ongeveer vijftig kilometer ten zuidwesten van Surabaya. Dit rijk, het koninkrijk Majapahit, dat van 1294 tot omstreeks 1520 heeft bestaan, kreeg gedurende enige tijd bijna heel Indonesië en Malakka onder zijn macht. Die machtsuitbreiding was vooral te danken aan legeraanvoerder Gajah Mada, die van 1331 tot 1364 als rijksbestuurder optrad onder koning Hajam Wuruk.
1. Raden Wijaya, ook Kertarajasa Jayawardhana genoemd (1294–1309)
2. Kalagamet, ook Jayanagara genoemd (1309–1328)
3. Sri Gitarja, ook Tribhuwana Wijayotunggadewi genoemd (1328–1350)
4. Hayam Wuruk, ook Rajasanagara genoemd (1350–1389)
5. Wikramawardhana (1389–1429)
6. Suhita (1429–1447)
7. Kertawijaya regeerde als Brawijaya I (1447–1451)
8. Rajasawardhana, geboren als Bhre Pamotan regeerde als Brawijaya II (1451–1453)
9. Een interregnum dat van 1453 tot 1456 duurde.
10. Bhre Wengker, ook wel Poerwawisesa of Girishawardhana genoemd regeerde als Brawijaya III (1456–1466)
11. Singhawikramawardhana, Pandanalas, of Suraprabhawa, genoemd regeerde als Brawijaya IV (1466 - 1468 of 1478)
12. Kertabumi van Majahapit regeerde als Brawijaya V (1468–1478)
13. Girindrawardhana regeerde als Brawijaya VI (1478–1498)

### Gajah Mada
- De regio Gajah-Mada op de vlakte van Singhasari, bij Palang, is een leen, Mada geheten, dat door vorst Rajasanagara werd gegeven aan de hindoeïstische krijgsman Gajah Mada. Het gebied werd rond 1636 veroverd door sultan Agung. De kraton zou de Mataramse hoven hebben voorzien van de zogenaamde Gadjah-mati's, een ambtenarenstand.[2]
  - patih Gajah Mada
- Het koninkrijk Demak. De hoofdstad Demak ligt 30 km ten oosten van Semarang. Introductie van de islam. In 1478 vluchtten de hindoes naar Bali en naar het gebied nabij de Bromo;
  - Raden Patah (1500-1518), afstammeling van de koningen van Majapahit
  - Pati Unus (1480-1521)
  - Trenggono (1521-1546)
  - Sunan Prawoto (1546-1549)

De dood van de sterke vorst Trenggana leidde tot een burgeroorlog van de opvolging tussen jongere broer van de koning, Sekar Seda Lepen, en de zoon van de koning, prins Prawoto; streden om de opvolging. Beiden werden in deze burgeroorlog gedood en Sekars zoon, Arya Penangsang besteeg de troon van Demak.
Arya Penangsang werd al snel geconfronteerd met zware tegenstand van zijn eigen vazallen. De reden was zijn onsympathieke karakter en hij werd al snel onttroond door een coalitie van vazallen onder leiding van Joko Tingkir, Heer van Boyolali, die verwant was aan koning Trenggana. Jaka Tingkir nam de rol als de koning op zich, maar hij verplaatste alle Demakse erfstukken en heilige voorwerpen naar zijn kraton in Pajang. Deze verhuizing betekende het einde van de geschiedenis van Demak. Het koninkrijk werd naar de nieuwe kraton het koninkrijk Pajang genoemd.
In deze periode bekeerden de negen Wali Songo, negen vorstelijke Javanen, de hoven van Java tot de islam.
- Het koninkrijk Pajang
  - Joko Tingkir (1549-1582), schoonzoon van Trenggono, verplaatste omstreeks 1540 het machtscentrum naar Pajang, 10 km ten westen van Surakarta
- Het koninkrijk of sultanaat Mataram
  - sultan Panembahan Senopati of Sutowijoyo (1584-1601), begraven te Kotagede bij Yogyakarta
  - sultan Panembahan Hanyakrawati (1601-1613)
  - sultan Adipati Martapura (1613)
  - sultan Agung Hanyokrokusumo (1613-1646), meestal "Agoeng de Grote" genoemd, verplaatste het machtscentrum naar Kerta, ten zuiden van Kotagede, vocht tegen de kolonisten uit Nederland die vanuit Batavia binnenvielen. Hij werd begraven in Imogiri.
  - sultan Amangkurat I van Mataram (1646-1674)
  - susuhunan Amangkurat II van Mataram (1677-1703)
  - susuhunan Amangkurat III van Mataram (1702-1705)
  - susuhunan Pakubuwono I van Surakarta (1705-1719)
  - susuhunan Amangkurat IV (1719-1726)
  - susuhunan  Pakubuwono II van Surakarta (1726-1749)

Gedurende de 17e eeuw waren er voortdurend oorlogen met de VOC die het rijk Mataram verzwakten. De hoofdstad werd herhaaldelijk verplaatst, en wel nabij Plered in 1647, Kartasura in 1680, naar de oever van de Solo-rivier in 1743, waarbij Surakarta werd gesticht. Door onderlinge twist en de intriges van de VOC werd het rijk gesplitst in het sunanaat Surakarta en het sultanaat Yogyakarta.
- Het sultanaat Surakarta

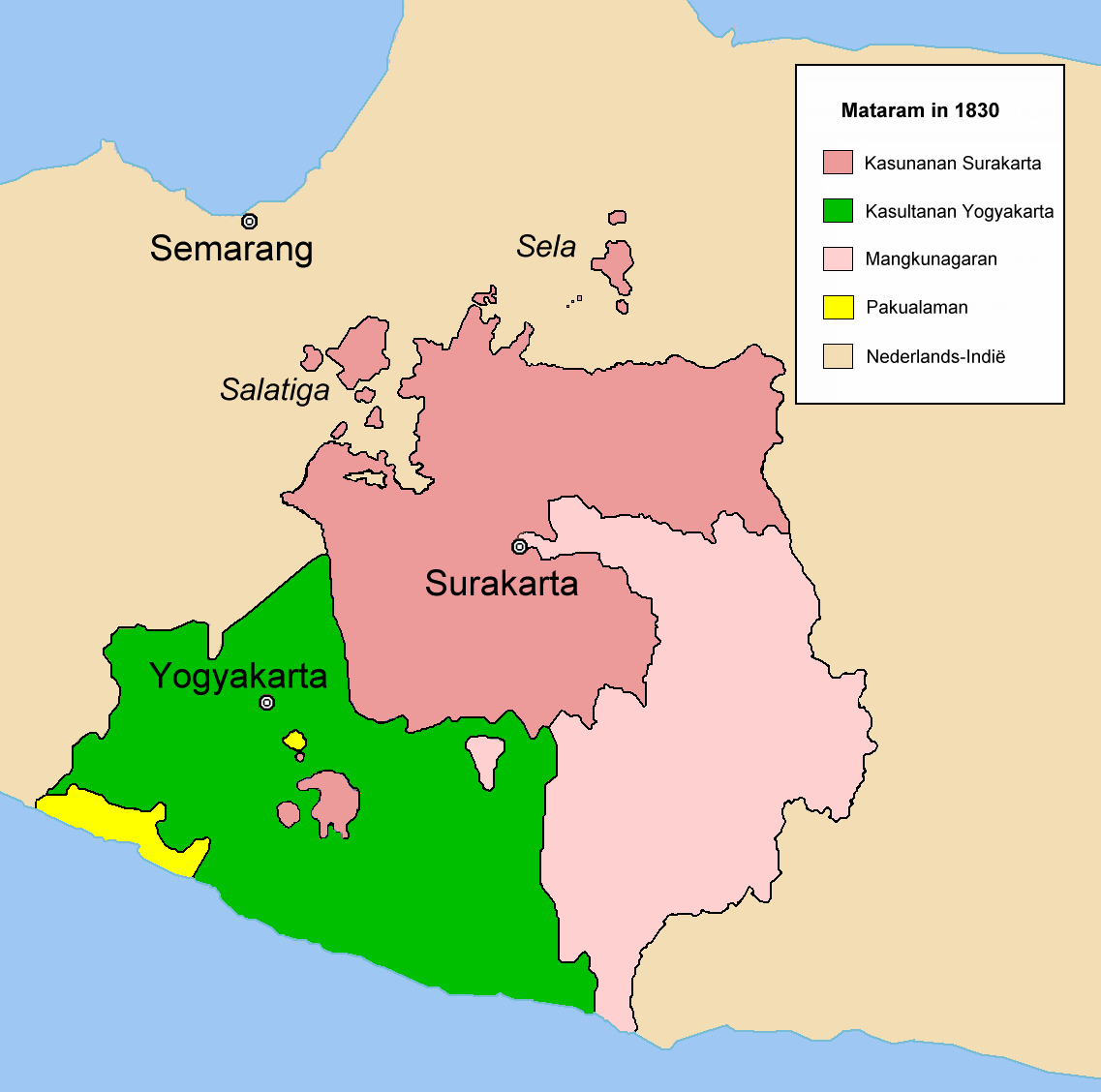
Kaart van het opgedeelde Mataram-rijk, na de Java-oorlog in 1830

  - susuhunan Pakubuwono III van Surakarta (1749-1788)
  - susuhunan Pakubuwono IV van Surakarta (1788-1820)
  - susuhunan Pakubuwono V van Surakarta (1820-1823)
  - susuhunan Pakubuwono VI van Surakarta (1823-1830)
  - susuhunan Pakubuwono VII van Surakarta (1830-1858)
  - susuhunan Pakubuwono VIII van Surakarta (1858-1861)
  - susuhunan Pakubuwono IX van Surakarta (1861-1893)
  - susuhunan Pakubuwono X van Surakarta (1893-1939)
  - susuhunan Pakubuwono XI van Surakarta (1939-1945)
  - susuhunan Pakubuwono XII van Surakarta (1945-2004)
  - susuhunan Pakubuwono XIII van Surakarta (2004-heden)
- Het sultanaat Yogyakarta
  - sultan Hamengkubuwono I (1749-1792)
  - sultan Hamengkubuwono II (1792-1810)
  - sultan Hamengkubuwono III (1810-1814)
  - sultan Hamengkubuwono IV (1814-1822)
  - sultan Hamengkubuwono V (1823-1855)
  - sultan Hamengkubuwono VI (1855-1877)
  - sultan Hamengkubuwono VII (1877-1921)
  - sultan Hamengkubuwono VIII (1921-1939)
  - sultan Hamengkubuwono IX (1940-1988)
  - sultan Hamengkubuwono X (1988-heden)
- De mangkunegara van Mangkunegaran
  - Mangkunegara I (Raden Mas Said) 1757 - 1796
  - Mangkunegara II 1796 - 1835
  - Mangkunegara III 1835 - 1853
  - Mangkunegara IV 1853 - 1881
  - Mangkunegara V 1881 - 1896
  - Mangkunegara VI 1896 - 1916
  - Mangkunegara VII 1916 - 1944
  - Mangkunegara VIII 1944 - 1987
  - Mangkunegara IX 1987 - 2021
- Het vorstendom Pakualaman
  - Paku Alam I (1812-1829)
  - Paku Alam II (1829-1858)
  - Paku Alam III (1858-1864)
  - Paku Alam IV (1864-1878)
  - Paku Alam V (1878-1900)
  - Paku Alam VI (1901-1902)
  - Paku Alam VII (1903-1938)
  - Paku Alam VIII (1938-1998)
  - Paku Alam IX (1998-2015)

Van de geschiedenis van West-Java in de Hindoe-Indonesische tijd is weinig
bekend. De daar opgekomen Sundanese vorstendommen wisten meestal
hun onafhankelijkheid tegenover de Midden- en Oost-Javaanse heersers te
bewaren. Wel vestigden Javanen zich in enkele West-Javaanse gebieden,
in het bijzonder het gebied van Bantam. In de veertiende eeuw ontstond
het Soendanese rijk Pajajaran. Het had zijn hoofdstad aan de rivier de
Ciliwung nabij de plaats van het latere Buitenzorg en bezat een haven, Sunda
Kalapa, aan de mond van die rivier. De bekendste vorst van Pajajaran is de
legendarische koning Siliwangi.

## Externe bron
- (en)  Geschiedenis